# Konstantin Graudus
Konstantin Erich Wilhelm Graudus (* 4. August 1965 in Gütersloh) ist ein deutscher Schauspieler, Hörspiel- und Synchronsprecher.

## Leben
Graudus absolvierte seine Schauspielausbildung von 1985 bis 1988 an der Hochschule für Musik und Theater Hamburg.
Neben Rollen in diversen Fernsehserien, wie zum Beispiel Nicht von schlechten Eltern, Die Männer vom K3, Tatort, der Rolle des Holger Möbius in Adelheid und ihre Mörder und einer Stammrolle als Mike Lehmann in der RTL-Reihe Doppelter Einsatz wurde er europaweit vor allem als Staplerfahrer Klaus bekannt.
Eine seiner ersten Produktionen war der Fernsehfilm Moffengriet – Liebe tut, was sie will, in dem Konstantin Graudus einen deutschen Besatzungssoldaten spielt, der sich in ein holländisches Mädchen verliebt.
Auch spielte er an der Seite von Thomas D. in dem unabhängig produzierten deutschen Film Noir Curiosity & The Cat die Hauptrolle, den Künstler Henri.
Als Synchronsprecher lieh er seine Stimme unter anderem Brad Dourif (Der Wüstenplanet – zweite Synchronfassung) und Michael Imperioli (Die Sopranos). In der Serie GSI – Spezialeinheit Göteborg synchronisierte er Joel Kinnaman.
Des Weiteren betätigte er sich auch als Synchronsprecher in Computerspielen, unter anderem spricht er Sten in Dragon Age: Origins, Thane Krios in Mass Effect 2, sowie den Erzähler in Der Fall John Yesterday.
Im Fernsehen war er zuletzt 2008 in der ARD-Fernsehserie Die Stein als Oliver Stein zu sehen sowie in einer Gastrolle bei der Serie Alarm für Cobra 11 – Die Autobahnpolizei. Danach agierte Konstantin Graudus in Der Bergdoktor als Nebenbuhler des Alpenarztes Martin Gruber (2008–2010).

## Filmografie (Auswahl)
- 1989: Petticoat – Geschichten aus den Fünfzigern (Fernsehserie)
- 1990: Moffengriet – Liebe tut, was sie will
- 1991: Tatort: Finale am Rothenbaum (Fernsehreihe)
- 1992: Der demokratische Terrorist (Den demokratiske terroristen)
- 1993–1995: Adelheid und ihre Mörder (Fernsehserie, 10 Folgen)
- 1995: Evelyn Hamanns Geschichten aus dem Leben – Völlig aus der Bahn
- 1997: Nicht von schlechten Eltern
- 1997: Großstadtrevier – Der Mann mit der Maske
- 1998:  Die Kinder vom Alstertal (2 Folgen)
- 1999: Großstadtrevier – Aller Anfang ist schwer
- 1999: Tatort: Der Duft des Geldes
- 1999: Curiosity & the Cat[2]
- 2000: Staplerfahrer Klaus – Der erste Arbeitstag
- 2000: Oh Tannenbaum[3]
- 2001: Ritas Welt (Episode Der Ring)
- 2002–2007: Hallo Robbie! (als Wasserschutzpolizist Udo Friedrichs, 17 Folgen)
- 2003: Ein starkes Team: Kollege Mörder
- 2004: Süperseks
- 2005: Großstadtrevier – Nur geträumt
- 2008–2010: Der Bergdoktor
- 2010: Großstadtrevier – Landpartie – Landfrieden
- 2010: Der Mauerschütze
- 2011: Tatort: Borowski und der coole Hund
- 2013: Die Pfefferkörner – Das Geheimnis der Currywurst
- 2013: Banklady
- 2020: Die Pfefferkörner – Im Rolli
- 2021: SOKO Hamburg: Raserhölle

## Synchronarbeiten (Auswahl)
- 1999–2007: Die Sopranos als Christopher Moltisanti für Michael Imperioli
- 2007: McLeods Töchter als Marcus Turner
- 2008–2010: Mistresses – Aus Lust und Leidenschaft als Richard Dunlop für Patrick Baladi
- 2014–2016: Undercover als Rossen Gazow für Marian Walew
- seit 2014: Bob’s Burgers (Zeichentrickserie) als Bob Belcher
- 2015: Occupied – Die Besatzung (Staffel 1) als Thomas Eriksen für Vegar Hoel
- 2016: Shakespeare für Anfänger als Dr. Satterthwaite für Andrew Havill
- 2017: Naruto Shippuden als Hashirama Senju und Kotetsu Hagane
- 2022: Ehrliche Leute als Serge für Peter Van Den Begin
- 2022: Wabinlé Nabié als Moussa in Ein Triumph

## Hörspiel (Auswahl)
- Die drei ??? (u. a. Smithy, Drago Martinez)
- 2005: Karlheinz Koinegg: Ritter Artus und die Ritter der Tafelrunde (König Artus) – Regie: Angeli Backhausen (Kinderhörspiel (6 Teile) – WDR)
- 2011: Matthias Wittekindt: Totalverlust. Regie: Sven Stricker (Radio-Tatort – NDR)
- 2014: Erich Maria Remarque: Im Westen nichts Neues – Regie: Christiane Ohaus (Hörspiel – RB)
- 2019–2023: Seker is seker – Regie: Ilka Bartels (Hörspielserie 20 Folgen – RB/NDR)[4]

## Hörbuch
- Tonke Dragt: Die Türme des Februar (erschienen bei Beltz und Gelberg, 2005)
- Louis Sachar: Löcher – Die Geheimnisse von Green Lake (erschienen bei Beltz und Gelberg, 2016)
- Siri Pettersen: Die Rabenringe

## Auszeichnungen
- 2006 Rolf-Mares-Preis für seine Darstellung in Der Krawattenklub in der Komödie Extra am Winterhuder Fährhaus